# Eladi Vallduví Casals
Eladi Vallduví Casals és un tirador de fossa olímpica que va néixer a Reus el 26 d'abril de 1950. Fill d'Eladi Vallduví Julve, paleta, de Palma i de Josepa Casals Mas, de Reus.
Va debutar l'any 1966 i va ser campió d'Espanya júnior el 1968, 1969 i 1975. El 1973 va prendre part en el campionat del món de tir al plat a Melbourne, i va ser campió d'Europa en el seu estil. El 1974 i el 1975 va obtenir el gran premi Internacional d'Europa. El 1978 va ser campió del món a Seül. El 1979 va guanyar els Jocs Mediterranis de Split a Croàcia. El 1979 va igualar el rècord mundial i de nou va ser campió del món. Va continuar guanyant campionats i va participar en cinc Jocs Olímpics, a Munic 1972, Mont-real 1976, Moscou 1980, Los Angeles 1984 i Seül 1988. Quan es va retirar, va ser seleccionador estatal (1997-1998)